# Нордерштедт
Нордерштедт (нім. Norderstedt) — місто в Німеччині, розташоване в землі Шлезвіг-Гольштейн. Входить до складу району Зегеберг.
Площа — 58,1 км2. Населення становить 79 155 ос. (станом на 31 грудня 2020).